# Marco I. Visconti

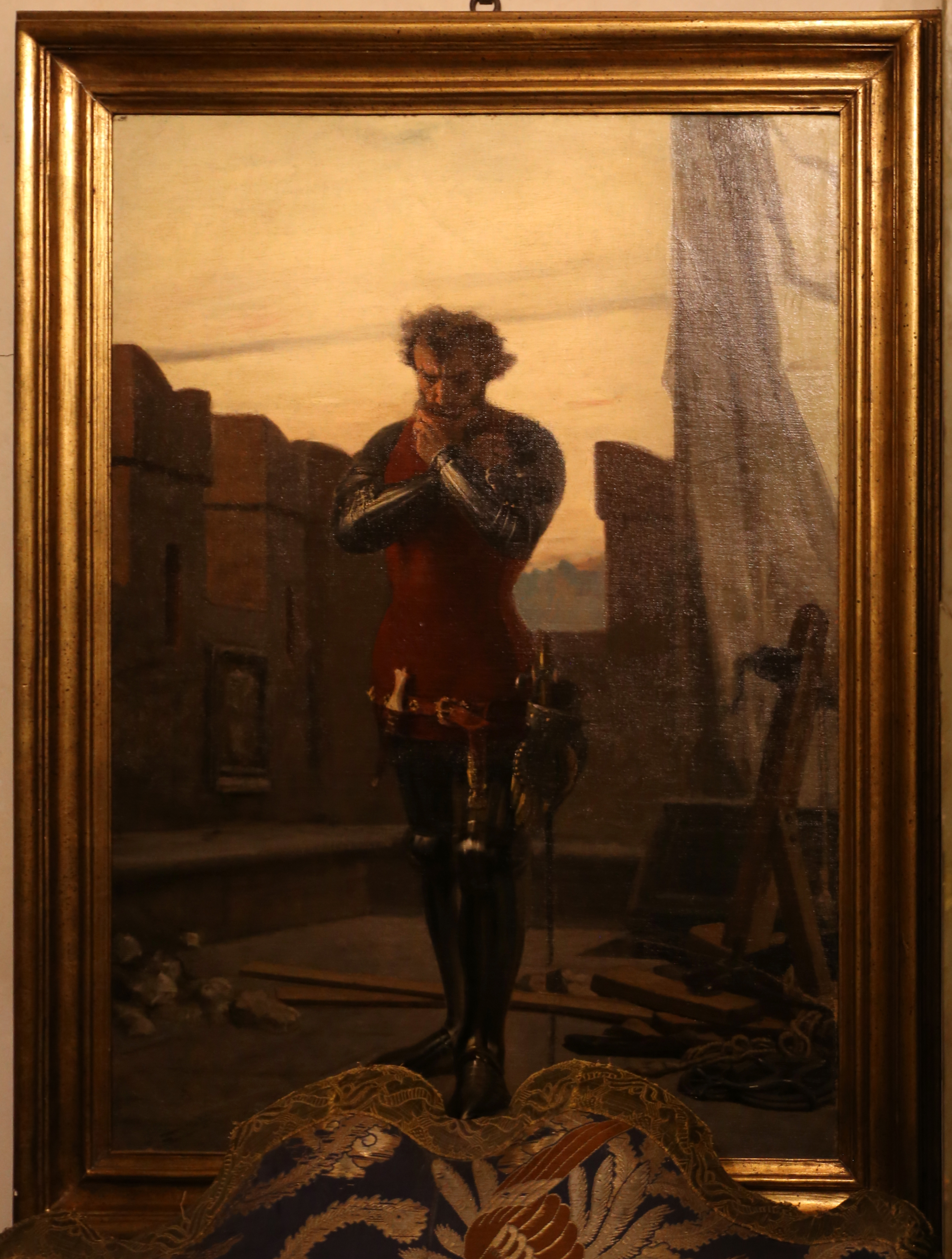
Marco Visconti, gemalt von Stefano Ussi

Marco Visconti (* um 1280; † 5. September 1329 in Mailand) war ein italienischer Politiker und Heerführer.

## Leben
Marco Visconti wurde gemeinsam mit seinem Vater Matteo Visconti 1302 aus Mailand vertrieben. 1310 eroberte er die Stadt Alessandria, deren Podestà er wurde. Ein Jahr später griff er Mailand an und schickte den dortigen Erzbischof Cassono della Torre ins Exil.
1314 wurde er nach Eroberungen gegen guelfisch dominierte Städte vom Heiligen Stuhl exkommuniziert. Die folgenden Jahre waren geprägt von Auseinandersetzungen mit den papsttreuen Truppen von Robert von Anjou und Raimondo Folch de Cordona, den Marco Visconti 1324 mithilfe der Unterstützung deutscher Truppen aus den Reihen Ludwigs des Bayern besiegen konnte.
1327 wandte er sich gegen seinen Bruder Galeazzo, den er wegen Verrats einsperren ließ, weil er ein Unterstützer des Papstes war. Marco hoffte auf eine Ernennung zum Reichsvikar, die jedoch ausblieb.
Bei seinen Feldzügen in der Toskana im Jahr 1328 eroberte er im Auftrag Ludwigs Pisa und Lucca, das er ein Jahr später an die Herrscher von Florenz verkaufte.
1329 versuchte er, sich gegen seinen Neffen Azzo Visconti zu stellen, der im Vorjahr nach dem Tod seines Vaters Galeazzo Herrscher über Mailand geworden war. Marco wurde jedoch in einen Hinterhalt gelockt und vermutlich von Azzo selbst, möglicherweise gemeinsam mit Luchino, erdrosselt und aus dem Fenster geworfen. Das Motiv dieser Tat war wohl die Rache für die Festnahme Galeazzos zwei Jahre zuvor.

## Rezeption
Der Schriftsteller Tommaso Grossi hat die Ereignisse in den Jahren kurz vor Viscontis Tod in seinem gleichnamigen Roman (1834) verarbeitet. Er kombiniert dabei historische Fakten mit frei erfundenen Episoden.